# U-147 (1940)
| U-147                      | U-147 | U-147 |
| -------------------------- | --- | --- |
|                            | | |
|                            | | |
|                            | | |
| Під прапором               | Третій Рейх | Третій Рейх |
| Спуск на воду              | 16 листопада 1940 року | 16 листопада 1940 року |
| Виведений зі складу флоту  | 11 грудня 1940 року | 11 грудня 1940 року |
| Сучасний статус            | 2 червня 1941 року потоплений у Північній Атлантиці північно-західніше Ірландії глибинними бомбами британських есмінця «Вондерер» та корвета «Перівінкл» | 2 червня 1941 року потоплений у Північній Атлантиці північно-західніше Ірландії глибинними бомбами британських есмінця «Вондерер» та корвета «Перівінкл» |
| Проєкт                     | | |
| Тип ПЧ                     | Торпедний прибережний підводний човен | Торпедний прибережний підводний човен |
| Розробник проєкту          | Deutsche Werke, Кіль | Deutsche Werke, Кіль |
| Основні характеристики     | | |
| Швидкість (надводна)       | 12,7 вузла | 12,7 вузла |
| Швидкість (підводна)       | 7,4 вузла | 7,4 вузла |
| Робоча глибина занурення   | 80 м | 80 м |
| Гранична глибина занурення | 150 м | 150 м |
| Автономність плавання      | 56 миль (104 км) на швидкості 4 вузли (в підводному положенні) 5650 миль (10 460 км) на швидкості 8 вузлів (у надводному положенні)                      | 56 миль (104 км) на швидкості 4 вузли (в підводному положенні) 5650 миль (10 460 км) на швидкості 8 вузлів (у надводному положенні)                      |
| Екіпаж                     | 25 осіб | 25 осіб |
| Розміри                    | | |
| Довжина найбільша (по КВЛ) | 43,97 м | 43,97 м |
| Ширина корпусу найб.       | 4,916 м | 4,916 м |
| Висота                     | 8,1 м | 8,1 м |
| Середня осадка (по КВЛ)    | 3,93 м | 3,93 м |
| Водотоннажність надводна   | 314 т | 314 т |
| Озброєння                  | | |
| Торпедно- мінне озброєння  | 3 носових ТА. 5 торпед або 12 TMA чи 18 TMB | 3 носових ТА. 5 торпед або 12 TMA чи 18 TMB |
| ППО                        | 1 × 20-мм зенітна гармата FlaK 30/38/Flakvierling | 1 × 20-мм зенітна гармата FlaK 30/38/Flakvierling |

U-147 — німецький прибережний підводний човен типу IID, що входив до складу крігсмаріне за часів Другої світової війни. Закладений 10 квітня 1940 року на верфі Deutsche Werke у Кілі. Спущений на воду 16 листопада 1940 року, 11 грудня 1940 року корабель увійшов до складу ВМС нацистської Німеччини.

## Історія служби
У період з лютого до останнього походу в липні 1940 року U-147 здійснив 3 бойових походи в Атлантичний океан. Підводний човен потопив 2 судна противника сумарною водотоннажністю 6145 брутто-реєстрових тонни, 1 пошкодив (4996 GRT) та одне пошкодив до тотального зруйнування (2491 GRT)
2 червня 1941 року потоплений у Північній Атлантиці північно-західніше Ірландії глибинними бомбами британських есмінця «Вондерер» та корвета «Перівінкл». Всі 26 членів екіпажу загинули.

## Командири
- Капітан-лейтенант Райнгард Гардеген (11 грудня 1940 — 4 квітня 1941)
- Оберлейтенант-цур-зее Ебергард Вет'єн (5 квітня — 2 червня 1941)

## Перелік уражених U-147 суден у бойових походах
| №                                                        | Дата           | Назва      | Тип                | Належність      | Водотоннажність (брт) | Вантаж | Конвой        | Результат та координати                                                         | Наслідки атаки для екіпажу        | Прим. |
| -------------------------------------------------------- | -------------- | ---------- | ------------------ | --------------- | --------------------- | --- | ------------- | ------------------------------------------------------------------------------- | --------------------------------- | ----- |
| Перший похід (22.02—12.03.1941, 19 діб; Берген—Кіль)     |                |            |                    |                 |                       | |               |                                                                                 |                                   |       |
| 1                                                        | 2 березня 1941 | Augvald    | суховантажне судно | Норвегія        | 4811                  | 7000 тонн сталі, брухту та трактори                                                                                              | Конвой HX 109 | затоплено 59°30′ пн. ш. 7°30′ зх. д. / 59.500° пн. ш. 7.500° зх. д.             | 30 (29 загинуло та один вцілілий) |       |
| Другий похід (16.04—11.05.1941, 26 діб; Кіль—Берген)     |                |            |                    |                 |                       | |               |                                                                                 |                                   |       |
| 2                                                        | 27 квітня 1941 | Rimfakse   | суховантажне судно | Норвегія        | 1334                  | 1900 тонн вугілля |               | затоплено 60°10′ пн. ш. 8°54′ зх. д. / 60.167° пн. ш. 8.900° зх. д.             | 19 (11 загинуло та 8 вціліло)     |       |
| Третій похід (24.05—02.06.1941, 10 діб; Берген—загибель) |                |            |                    |                 |                       | |               |                                                                                 |                                   |       |
| 3                                                        | 31 травня 1941 | Gravelines | суховантажне судно | Велика Британія | 2491                  | 1101 стандартів лісу | Конвой HX 127 | тотально зруйновано 56°00′ пн. ш. 11°13′ зх. д. / 56.000° пн. ш. 11.217° зх. д. | 36 (11 загинуло та 25 вціліло)    |       |
| 4                                                        | 2 червня 1941  | Mokambo    | суховантажне судно | Бельгія         | 2491                  | 2000 тонн бавовни, 2000 тонн міді, 1520 тонн пальмових горіхів, 1139 тонн пальмової олії, 440 тонн копалу та 38 тонн вольфраміту | Конвой TS 37  | пошкоджено 7°58′ пн. ш. 14°14′ зх. д. / 7.967° пн. ш. 14.233° зх. д.            | 57 (усі вціліли)                  |       |